# K'naan
Keinan Warsame (Somalisch: Kaynaan) (Mogadishu, 1 februari 1978), beter bekend als K'naan, is een Somalisch-Canadese dichter, rapper en muzikant.

## Biografie
Keinan Abdi Warsame werd geboren in Mogadishu op 1 februari 1978. Hij bracht zijn jeugd door in de wijk Wardhiigleey ("De Rivier van Bloed") en leefde er tijdens de Somalische Burgeroorlog, die begon in 1991. Zijn tante, Magool, was een van de bekendste zangeressen in Somalië en K'naans grootvader, Haji Mohamed, was een dichter. Zijn naam, Kaynaan, betekent "reiziger".
Terwijl de burgeroorlog doorging en de situatie in Somalië bleef verslechteren, diende Marian Mohamed, K'naans moeder, een verzoekschrift in bij de Amerikaanse ambassade voor een visum. In 1991 werd dit goedgekeurd en gingen ze aan boord van de laatste commerciële vlucht uit het land. Ze leefden een tijdje bij familieleden in Harlem, New York, waarna ze verhuisden naar Toronto in Canada.
K'naan won tijdens de Juno Awards 2010 de prijzen voor "Artist of the Year" en "Songwriter of the Year". Hij heeft in zijn professionele carrière samengewerkt met vele andere internationale artiesten als Damian Marley, Keane, Wale, David Bisbal, Will.i.am, Adam Levine van de band Maroon 5, David Guetta en vele anderen.
Hij is vooral bekend geworden door het lied: Wavin' Flag, dat de hit is bij het WK2010 in Zuid-Afrika.
In 2010 heeft K'naan met andere Canadese artiesten onder de naam "Young Artists for Haïti" zijn nummer "Wavin' Flag" opnieuw opgenomen om geld te verzamelen voor Haïti na de aardbeving.
K'naans nummer Wavin' Flag werd door Coca-Cola als lied voor het Wereldkampioenschap voetbal 2010 gekozen. Het nummer was tijdens het wereldkampioenschap in Zuid-Afrika regelmatig te horen.

## Discografie

### Albums
| Album met eventuele hitnotering(en) in de Nederlandse Album Top 100 | Datum van verschijnen | Datum van binnenkomst | Hoogste positie | Aantal weken | Opmerkingen |
| ------------------------------------------------------------------- | --------------------- | --------------------- | --------------- | ------------ | ----------- |
| My Life Is a Movie                                                  | 2004                  | -                     |                 |              |             |
| The Dusty Foot Philosopher                                          | 07-06-2005            | -                     |                 |              |             |
| The Dusty Foot on the Road                                          | 17-07-2007            | -                     |                 |              | Livealbum   |
| Troubadour                                                          | 24-02-2009            | -                     |                 |              |             |
| More Beautiful Than Silence                                         | 24-01-2012            | -                     |                 |              | ep          |
| Country, God or the Girl                                            | 19-10-2012            | -                     |                 |              |             |

### Singles
| Single met eventuele hitnotering(en) in de Nederlandse Top 40 | Datum van verschijnen | Datum van binnenkomst | Hoogste positie | Aantal weken | Opmerkingen                                                   |
| ------------------------------------------------------------- | --------------------- | --------------------- | --------------- | ------------ | ------------------------------------------------------------- |
| Stop for a minute                                             | 29-03-2010            | 24-04-2010            | 14              | 12           | met Keane / Nr. 35 in de Single Top 100                       |
| Wavin' flag                                                   | 30-04-2010            | 05-06-2010            | 2               | 12           | WK 2010 themanummer / Nr. 3 in de Single Top 100              |
| Bang bang                                                     | 2010                  | 07-08-2010            | tip12           | -            | met Adam Levine                                               |
| Is anybody out there?                                         | 12-03-2012            | 14-04-2012            | 15              | 10           | met Nelly Furtado / Nr. 25 in de Single Top 100 / Alarmschijf |

| Single met hitnotering(en) in de Vlaamse Ultratop 50 | Datum van verschijnen | Datum van binnenkomst | Hoogste positie | Aantal weken | Opmerkingen         |
| ---------------------------------------------------- | --------------------- | --------------------- | --------------- | ------------ | ------------------- |
| Stop for a minute                                    | 2010                  | 22-05-2010            | 31              | 6            | met Keane           |
| Wavin' flag                                          | 2010                  | 19-06-2010            | 14              | 13           | WK 2010 themanummer |
| Looking back                                         | 19-07-2010            | 28-08-2010            | tip5            |              | met Keane           |
| Is anybody out there?                                | 2012                  | 31-03-2012            | tip10           | -            | met Nelly Furtado   |